# Untenitter
Untenitter ist eine aus einer Hofschaft hervorgegangene Ortslage in der bergischen Großstadt Solingen.

## Lage und Beschreibung
Untenitter liegt im Westen des Solinger Stadtteils Wald, nahe der Grenze zur Nachbarstadt Haan. Die Ortslage befindet sich im Talgrund am Ufer der Itter sowie an einem Talhang südlich der Anhöhen Haans am unteren Ende der Haaner Straße sowie der Straße Untenitter, die von dieser abzweigt. Aus östlicher Richtung kommend erreicht Untenitter der Krausener Bach, der in einem bewaldeten Bachtal fließt. Auf einem Höhenzug im Süden befinden sich die in der Nachkriegszeit entstandenen Wohnviertel nördlich der Altenhofer Straße.
Benachbarte Orte sind bzw. waren: Breidenmühle, Heidberger Mühle und Ernenkotten auf Haaner Stadtgebiet sowie Rolsberg, Krausen, Häuschen, Bavert, Garzenhaus und Caspersbroich auf Solinger Stadtgebiet.

## Etymologie
Der Ortsname -itter taucht in den drei ehemaligen Höfen Oben-, Mittel- und Untenitter auf. Die Höfe liegen, orientiert an deren Verlauf, an dem Bach Itter, der bei Gräfrath entspringt und in Düsseldorf-Urdenbach in den Rhein mündet, in den Jahren 1218/31 als Ytter und 1263 als de Itre urkundlich belegt. Das Wort Itter stammt wahrscheinlich aus dem Lateinisch-Indogermanischen, denn itera bedeutet „das Wasser von der Höhe“. Dittmaier sieht in dem Flussnamen eine schwundstufige Form des Stammworts ait („schwellen“).

## Geschichte
Untenitter ist seit dem 18. Jahrhundert nachgewiesen. In dem Kartenwerk Topographia Ducatus Montani, Blatt Amt Solingen, von Erich Philipp Ploennies aus dem Jahre 1715 ist der Ort mit einer Hofstelle verzeichnet und als u. Itter benannt. Er gehörte zur Honschaft Schnittert innerhalb des Amtes Solingen. Die Topographische Aufnahme der Rheinlande von 1824 verzeichnet den Ort als unter Itter, die Preußische Uraufnahme von 1844 als Unt. Itter. In der Topographischen Karte des Regierungsbezirks Düsseldorf von 1871 ist der Ort ebenfalls als Unten itter enthalten.
Nach Gründung der Mairien und späteren Bürgermeistereien Anfang des 19. Jahrhunderts gehörte der Ort zur Bürgermeisterei Merscheid, dort zur Flur IV (Bavert). Die Bürgermeisterei Merscheid wurde 1856 zur Stadt erhoben und 1891 in Ohligs umbenannt. Im Jahr 1832 war der Ort unter dem Namen Unten Itter weiter Teil der Honschaft Schnittert innerhalb der Bürgermeisterei Merscheid. Der nach der Statistik und Topographie des Regierungsbezirks Düsseldorf als Hofstadt kategorisierte Ort Unten Itter besaß zu dieser Zeit fünf Wohnhäuser und acht landwirtschaftliche Gebäude mit 35 Einwohnern, davon einer katholischen und 34 evangelischen Bekenntnisses.
Mitte des 19. Jahrhunderts wurde der Ort ohne das Bestimmungswort Unten nur als Itter in den Ortsregistern geführt. Die Gemeinde- und Gutbezirksstatistik der Rheinprovinz führt den Ort Itter 1871 mit sechs Wohnhäusern und 41 Einwohnern auf. Im Gemeindelexikon für die Provinz Rheinland von 1888 werden für Itter acht Wohnhäuser mit 61 Einwohnern angegeben.
Gegen Ende des 19. Jahrhunderts entstand ein Teilort von Untenitter mit dem Namen Unten Itter jenseits der Stadtgrenze auf dem Gebiet der Stadt und Bürgermeisterei Wald. 1895 besitzt der Ohligser Ortsteil Itter acht Wohnhäuser und 76 Einwohner, der Walder Ortsteil Unten Itter ein Wohnhaus mit neun Einwohnern. 1905 werden für den Walder Teilort zwei Wohnhäuser und 28 Einwohner angegeben.
Am Ende des 19. Jahrhunderts entstand in der Stadt Wald das erste eigene Wasserwerk. Bei Untenitter wurde dazu unter Bürgermeister Gottlieb Heinrich in den Jahren 1890/1891 eine Pumpstation an der Itter errichtet. Durch eine Typhusepidemie in Wald im Herbst des Jahres 1897 geriet die Qualität des Itterwassers in der lokalen Bevölkerung rasch in Verruf. Wenn sich auch herausstellte, dass die Epidemie nicht auf die Wasserverschmutzung zurückzuführen war, so forderte die Bevölkerung dennoch Maßnahmen für eine bessere Qualität des Wassers. Im Jahre 1899 baute die Stadt Wald darum ein neues Wasserwerk bei Elb in Hilden, wo das Wasser, das nicht aus der Itter stammte, eine deutlich bessere Qualität aufwies. Das Pumpwerk in Untenitter wurde später abgerissen. Der neue Walder Wasserturm entstand auf einer Anhöhe nördlich von Zentral an der Stadtgrenze zu Gräfrath.

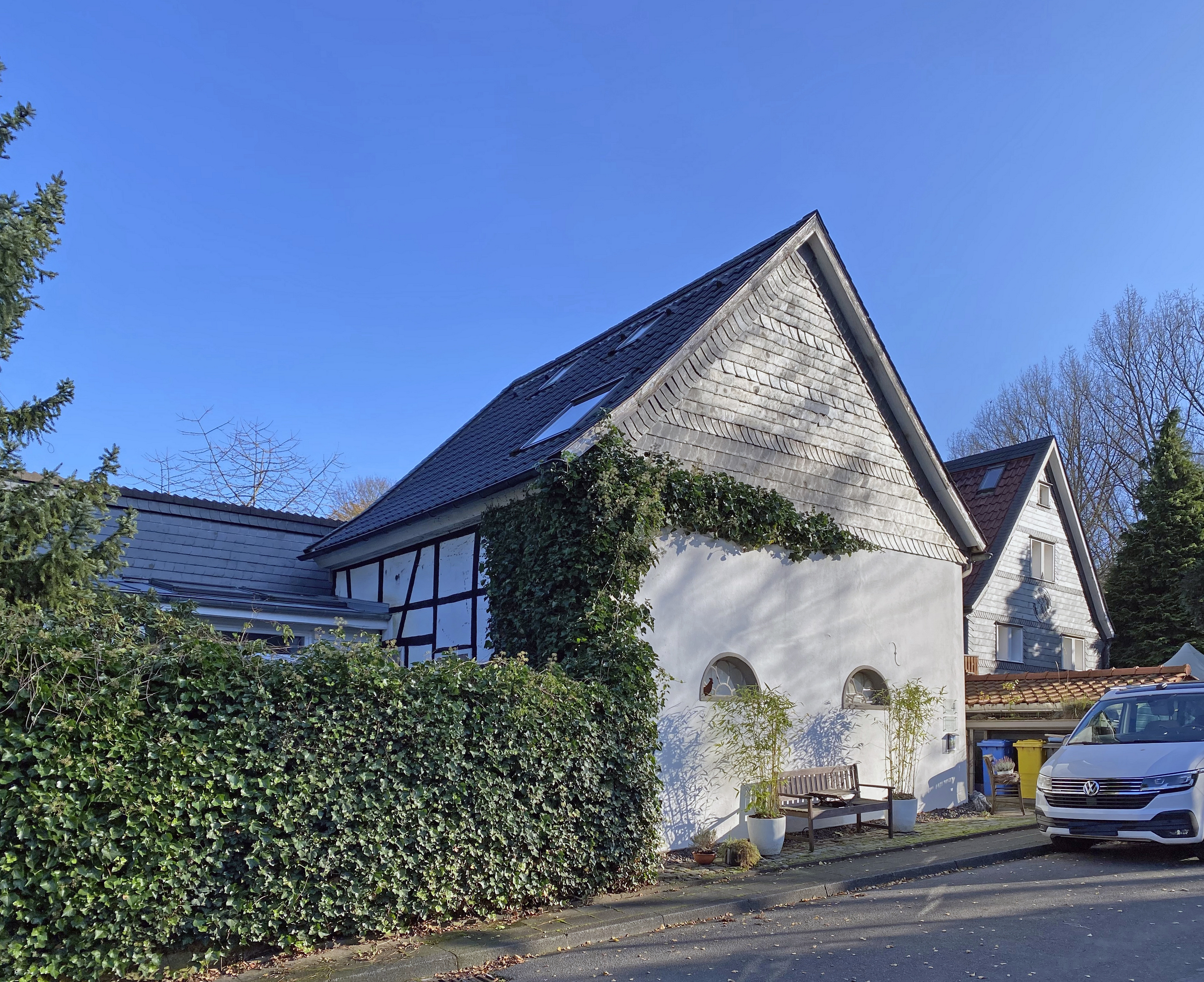
Untenitter 4

Mit der Städtevereinigung zu Groß-Solingen im Jahre 1929 wurden beide Orte Untenitter in die neue Großstadt Solingen eingemeindet. Seit dem Jahre 1987 stehen von den wenigen verbliebenen historischen Gebäuden im Ort das abgebildete Schieferhaus Haaner Straße 160 sowie Untenitter 2 und eine dazugehörige ehemalige Scheune (Untenitter 4) unter Denkmalschutz.